# Microhylidae
I Microilidi (Microhylidae Günther, 1858) sono una famiglia di rane diffuse in America, Africa, Asia e Oceania.

## Descrizione
Come suggerito dal nome, comprende per lo più specie di piccole dimensioni, spesso al di sotto dei 2 cm di lunghezza, ma alcune specie, come Dyscophus antongilii, possono superare i 9 cm di lunghezza e i 200 gr di peso.

## Distribuzione e habitat

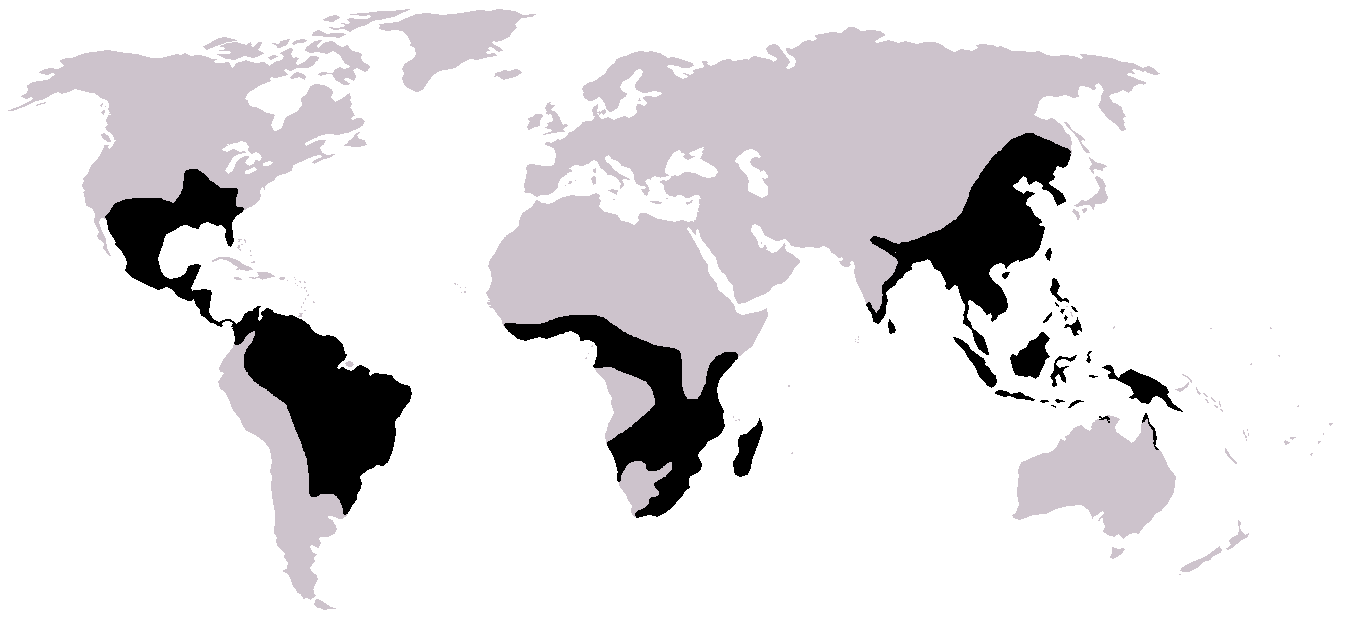
Areale in nero

Le specie di questa famiglia sono diffuse nelle zone tropicali e temperate calde di Nord America, Sud America, Africa, Asia (India, Sri Lanka, Sud-est Asiatico) e Oceania (Nuova Guinea e Australia).
Il maggior numero di specie è concentrata in Nuova Guinea e Madagascar.

## Tassonomia
| Fino al 2007, i microilidi erano rappresentati da 3 sottofamiglie: Dyscophinae (1 genere e 3 specie), Scaphiophryninae (2 generi e 10 specie) e Cophylinae (7 generi e 50 specie). Dopo varie revisioni tassonomiche, attualmente la famiglia dei Microilidi comprende 703 specie raggruppate in 12 sottofamiglie: - Sottofamiglia Adelastinae Peloso, Frost, Richards, Rodrigues, Donnellan, Matsui, Raxworthy, Biju, Lemmon, Lemmon, and Wheeler, 2016 (1 sp.) - Adelastes Zweifel, 1986 - Sottofamiglia Asterophryinae Günther, 1858 (349 sp.) - Aphantophryne Fry, 1917 - Asterophrys Tschudi, 1838 - Austrochaperina Fry, 1912 - Barygenys Parker, 1936 - Callulops Boulenger, 1888 - Choerophryne Van Kampen, 1914 - Cophixalus Boettger, 1892 - Copiula Méhely, 1901 - Gastrophrynoides Noble, 1926 - Hylophorbus Macleay, 1878 - Mantophryne Boulenger, 1897 - Oninia Günther, Stelbrink, and von Rintelen, 2010 - Oreophryne Boettger, 1895) - Paedophryne Kraus, 2010 - Siamophryne Suwannapoom, Sumontha, Tunprasert, Ruangsuwan, Pawangkhanant, Korost, and Poyarkov, 2018 - Sphenophryne Peters and Doria, 1878 - Vietnamophryne Poyarkov, Suwannapoom, Pawangkhanant, Aksornneam, Duong, Korost, and Che, 2018 - Xenorhina Peters, 1863 - Sottofamiglia Cophylinae Cope, 1889 (113 sp.) - Anilany Scherz, Vences, Rakotoarison, Andreone, Köhler, Glaw, and Crottini, 2016 - Anodonthyla Müller, 1892 - Cophyla Boettger, 1880 - Madecassophryne Guibé, 1974 - Mini Scherz, Hutter, Rakotoarison, Riemann, Rödel, Ndriantsoa, Glos, Roberts, Crottini, Vences, and Glaw, 2019 - Plethodontohyla Boulenger, 1882 - Rhombophryne Boettger, 1880 - Stumpffia Boettger, 1881 - Sottofamiglia Dyscophinae Boulenger, 1882 (3 sp.) - Dyscophus Grandidier, 1872 - Sottofamiglia Gastrophryninae Fitzinger, 1843 (80 sp.) - Arcovomer Carvalho , 1954 - Chiasmocleis Méhely, 1904 - Ctenophryne Mocquard, 1904 - Dasypops Miranda-Ribeiro, 1924 - Dermatonotus Méhely, 1904 - Elachistocleis Parker, 1927 - Gastrophryne Fitzinger, 1843 - Hamptophryne Carvalho, 1954 - Hypopachus Keferstein, 1867 - Myersiella Carvalho , 1954 - Stereocyclops Cope , 1870 - Sottofamiglia Hoplophryninae Noble, 1931 (3 sp.) - Hoplophryne Barbour and Loveridge, 1928 - Parhoplophryne Barbour and Loveridge, 1928 - Sottofamiglia Kalophryninae Mivart, 1869 (26 sp.) - Kalophrynus Tschudi, 1838 - Sottofamiglia Melanobatrachinae Noble, 1931 (1 sp.) - Melanobatrachus Beddome, 1878 - Sottofamiglia Microhylinae Günther , 1858 (105 sp.) - Chaperina Mocquard , 1892 - Glyphoglossus Günther, 1869 - Kaloula Gray, 1831 - Metaphrynella Parker, 1934 - Microhyla Tschudi, 1838 - Micryletta Dubois, 1987 - Mysticellus Garg and Biju, 2019 - Nanohyla Poyarkov, Gorin, and Scherz, 2021 - Phrynella Boulenger, 1887 - Uperodon Duméril and Bibron, 1841 - Sottofamiglia Otophryninae Wassersug and Pyburn, 1987 (6 sp.) - Otophryne Boulenger, 1900 - Synapturanus Carvalho, 1954 - Sottofamiglia Phrynomerinae Noble, 1931 (5 sp.) - Phrynomantis Peters, 1867 - Sottofamiglia Scaphiophryninae Laurent, 1946 (11 sp.) - Paradoxophyla Blommers-Schlösser & Blanc, 1991 - Scaphiophryne Boulenger, 1882 |